# يعقوب علي شودري
محمد يعقوب علي شودري (2 تشرين الثاني 1888 - 15 كانون الأول 1940) كان كاتبًا وصحفيًا بنغاليًا. كان معروفًا بأنه أحد علماء الأدب المسلمين البنغاليين القلائل في عصره.

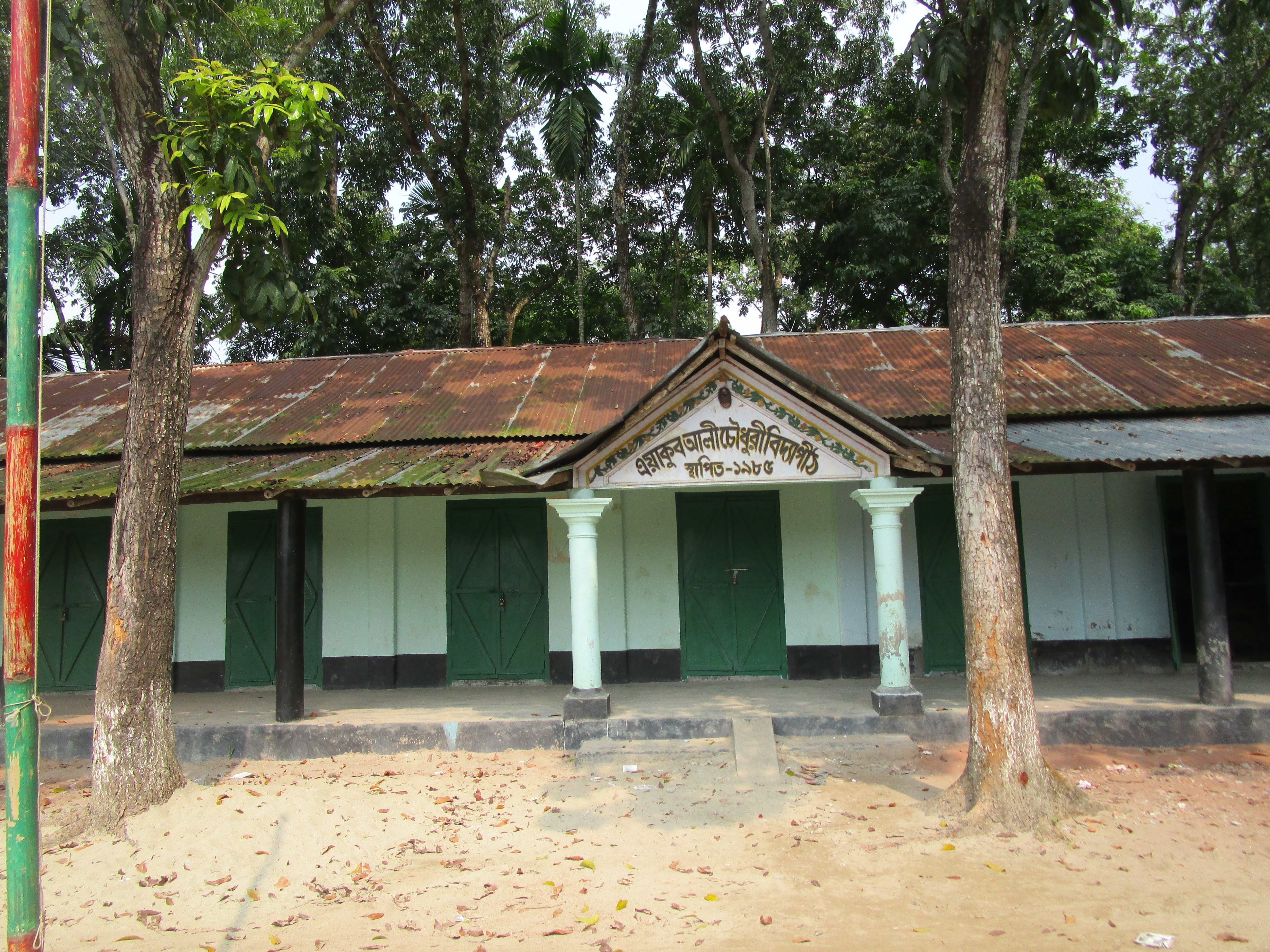
مدرسة ثانوية في بانجشا، في مقاطعة راجباري، بنغلاديش، سميت باسم شودري

## مجموعات المقالات
- بنغالي مسلمان بهاشا أو شاهيتيا كَوهينور[الإنجليزية] (يناير/فبراير 1914) [4]
- دارمر كاهيني (1914) [التعليم الديني للمسلمين]
- نورنابي (1918) [كتاب عن حياة محمد للأطفال]
- شانتيدهارا (1918) [مقالة عن مجد الإسلام]
- مناب موط (1926) [كتاب عن حياة محمد وتعاليمه]

## قراءة إضافية
- مجموعة قصص جولبو سونغروهو (القصص المجمعة)، الكتاب الوطني لمقرر البكالوريوس (النجاح والتخصص) في بنغلاديش، نشرته جامعة دكا في عام 1979 (أعيد طبعه في عام 1986).
- الأدب البنغالي (بنغال ساهيتيا)، هو الكتاب المدرسي الوطني للمرحلة المتوسطة (الجامعية) في بنغلاديش والذي نشرته جميع المجالس التعليمية في عام 1996.